# Questax
Questax ist ein Unternehmen für Personaldienstleistung und Personalberatung. Das Unternehmen vermittelt IT-Experten und Ingenieure in Projekte von Industrie, Handel und Verwaltung sowie in die Festanstellung und berät Unternehmen in Fragen zur Flexibilisierung der Belegschaft. Sitz der übergeordneten Questax Holding AG ist Hennef, die Questax GmbH ist in Frankfurt am Main ansässig, in Heidelberg und im schweizerischen Steinhausen sind die Tochtergesellschaften Questax Heidelberg GmbH mit ihrer Tochter Questax Professionals GmbH beziehungsweise die Questax Switzerland AG beheimatet. Daneben unterhält Questax aktuell ein Büro in Düsseldorf. Der Vorstandsvorsitzende der Holding-Gesellschaft Questax Holding AG Ulrich Wantia führt die Questax-Gesellschaften in enger Zusammenarbeit mit den Mitgliedern der Geschäftsleitung. Gemäß der Lünendonk-Marktsegmentstudie 2016 „Der Markt für Rekrutierung, Vermittlung und Steuerung von IT-Freelancern in Deutschland“ belegt Questax den 9. Platz unter den deutschen IT-Personaldienstleistern.
Questax entstand 2014 als strategische Allianz aus der Frankfurter QUEST Softwaredienstleistung GmbH und der Heidelberger Reutax AG.

## Unternehmensgeschichte

### Unternehmensgeschichte der QUEST Softwaredienstleistung GmbH
Die QUEST Softwaredienstleistung GmbH wurde 1997 von Catarina Krüger (geb. Heppe) und Jens Krüger in Frankfurt am Main gegründet. Spezialisiert auf die Vermittlung von IT-Fach- und Führungskräften, entwickelte sich das Unternehmen zu einem führenden Anbieter in seiner Branche. 2012 wurde QUEST Teil der mittelständischen CONET-Unternehmensgruppe, die als IT-System- und Beratungshaus damit ihr Leistungsspektrum um die Bereitstellung und Vermittlung von IT-Fachkräften erweiterte. 2014 belegte QUEST mit 44 Millionen Euro Umsatz und 46 Mitarbeitern Platz 9 im Markt für Rekrutierung, Vermittlung und Steuerung von IT-Freelancern in Deutschland.

### Unternehmensgeschichte der Reutax AG

#### Gründung und Aufbauphase der Reutax AG

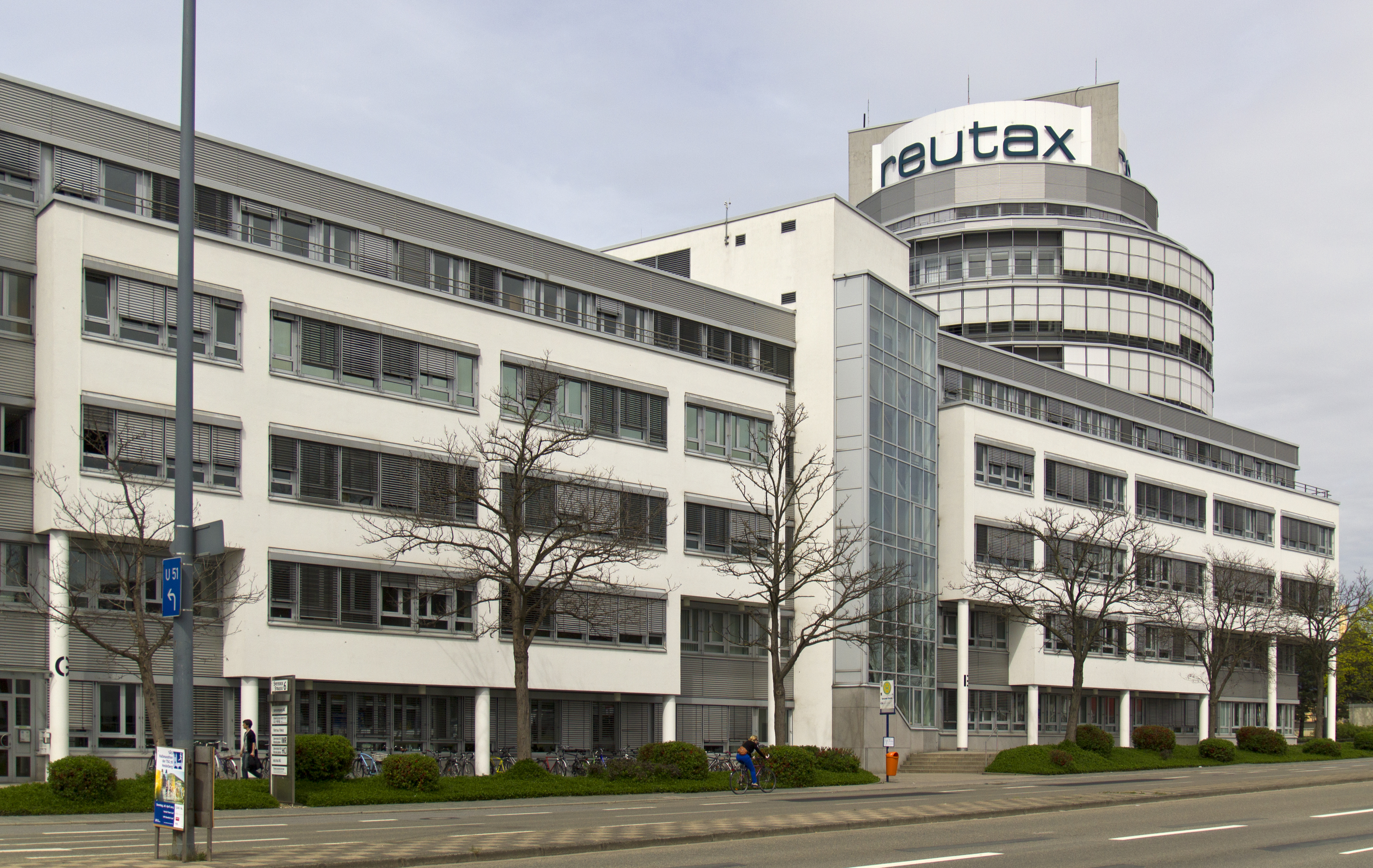
Ehemaliger Firmensitz in Heidelberg

Die Reutax AG wurde 2002 von dem gebürtigen Iraner Soheyl Ghaemian gegründet. Das Unternehmen zeichnete sich zunächst durch ein sehr schnelles Wachstum aus. Der Umsatz stieg von 0,9 Millionen Euro im Jahr 2002 auf 32,9 Millionen Euro im Jahr 2006. Im Geschäftsjahr 2011 erzielte der Konzern einen Umsatz von 170 Millionen Euro. 2012 hatte die Reutax AG rund 800 Freiberufler unter Vertrag.
Zur Unternehmensgruppe gehörten zum Jahresanfang 2013 die Reutax Temp GmbH, die Reutax Perm GmbH sowie die Lenroxx GmbH. Die Reutax Temp GmbH hat das Zeitarbeitsgeschäft betrieben. Die Lenroxx GmbH übernahm für Kunden die Verwaltung von Freiberuflern und Dienstleistungslieferanten. Die Reutax Perm GmbH war der Träger der unselbständigen Ghaemian Stiftung mit einem Jahresetat von ca. 100.000 Euro.
Die Reutax AG war in einem zunehmend schwierigen Geschäftsumfeld aktiv. Das würdigte die Computerwoche in ihrem Artikel vom 24. April 2013.

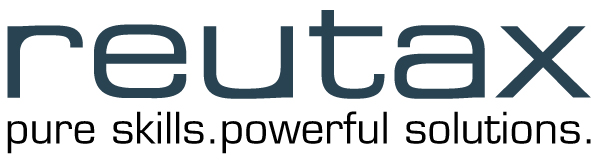
Logo der Reutax AG bis 2013

#### Insolvenzverfahren Reutax AG
Am 22. März 2013 meldete die Reutax AG (Az. 51 IE 2/13) sowie die Reutax Temp GmbH (Az. 51 IN 47/13) und die zur Unternehmensgruppe gehörende Lenroxx GmbH (AZ. 51 IN 48/13) beim Amtsgericht Heidelberg Insolvenz an.

##### Verfahren gegen Ghaemian
Der Firmeninhaber Soheyl Ghaemian pflegte einen aufwändigen Lebensstil und war unter anderem Sponsor der TSG 1899 Hoffenheim, der Ruprecht-Karls-Universität Heidelberg, des Heidelberger Frühlings und des Rotary Clubs Heidelberg Schloss. Er lebte in der Schweiz und in den USA. In San Francisco hat er eine neue Firma mit dem Namen Wildgigs Limited gegründet, deren Internetpräsenz jedoch nicht mehr erreichbar ist. Wildgigs Firmeneintragungen gibt es auch in Deutschland und in der Schweiz.
Bis zum 16. April 2013 waren laut Mannheimer Morgen drei Anzeigen wegen Betrugs und Insolvenzverschleppung gegen Ghaemian und Vorstandsmitglieder der Reutax AG eingegangen. Es sollen noch Verträge mit Lieferanten, in diesem Fall insbesondere Freelancern, abgeschlossen worden sein, obwohl die Zahlungsunfähigkeit unmittelbar bevorstand. Der Insolvenzverwalter fand später heraus, dass das Unternehmen bereits 2011 mit einem Verlust von 24 Millionen Euro abgeschlossen hatte. Ghaemian wurde am 2. Juli 2013 in Wilhelmsfeld wegen Verdacht auf Untreue und Betrug in Untersuchungshaft genommen. Ihm wurde vorgeworfen, mehrere Privathäuser auf Firmenkosten verbucht und über das Unternehmen geführt zu haben.
Ende Juli 2013 fand vor dem Amtsgericht Mannheim ein Haftprüfungstermin statt, bei dem der Haftbefehl gegen eine Sicherheitsleistung in Höhe von zehn Millionen Euro ausgesetzt wurde. Da Ghaemian diese Summe nicht aufbringen konnte, blieb er in Haft. Im Januar 2014 erhob die Staatsanwaltschaft Mannheim gegen ihn Anklage wegen des Verdachts des Betrugs und der Untreue in fünf Fällen.
Am 17. Juli 2014 wurde Ghaemian wegen Untreue zu fünf Jahren und drei Monaten Haft verurteilt.

##### Insolvenz der Reutax AG
Kurz nach der Insolvenzmeldung gab es am 28. März 2013 einen Wechsel im Verwaltungsrat der Muttergesellschaft der Reutax AG in Zürich. Ausgeschiedene Personen und erloschene Unterschriften: Schnabel Jürgen, deutscher Staatsangehöriger, Neuheim, Mitglied des Verwaltungsrates, mit Einzelunterschrift. Jürgen Schnabel war Managing Director bei WILD Group Management AG.
Eingetragene Personen neu oder mutierend: Wild Hans Rudolf, von Richterswil, Walchwil, Mitglied des Verwaltungsrates, mit Einzelunterschrift.
Laut dem Mannheimer Morgen könnte die Insolvenz Berichten zufolge im Zusammenhang mit dem Rückzug von Hans-Peter Wild stehen. Der Chef der Eppelheimer Wild-Werke soll privat mit einem zweistelligen Millionen-Euro-Betrag bei Reutax beteiligt gewesen sein.
Zahlreiche Berater, die vor der Insolvenz über Monate nicht bezahlt wurden, haben das Unternehmen in dieser Zeit verlassen. Hatte Reutax zu Hochzeiten 1000 und vor der Insolvenz noch 600 freiberufliche Berater vermittelt, betrug die Zahl der Berater im Oktober 2013 nur noch etwa 300.
Als Insolvenzverwalter der Reutax AG bestellte das Amtsgericht Heidelberg Tobias Wahl von anchor Rechtsanwälte. Insolvenzverwalter der Reutax Temp AG wurde Alexander Reus (ebenfalls anchor Rechtsanwälte), Insolvenzverwalter der Tochtergruppe Lenroxx war Karl-Heinrich Lorenz von Pabst|Lorenz + Partner.
Die Reutax AG hat im August 2013 das Insolvenzverfahren abgeschlossen. Die Tochtergruppe Lenroxx wird in einem separaten Insolvenzverfahren abgewickelt.

#### Neuausrichtung der Reutax AG

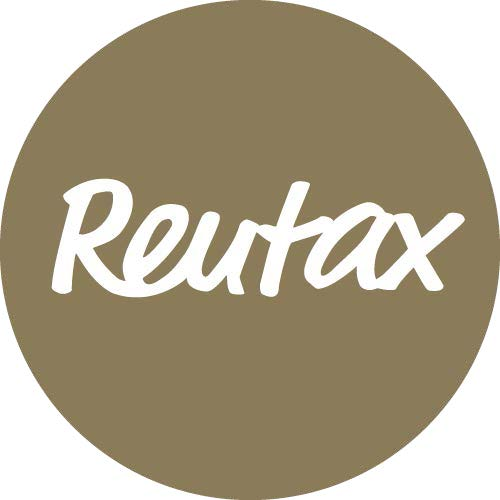
Logo der Reutax AG bis 2014

Am 26. Juli 2013 wurde bekannt, dass ein Käufer für die Reutax AG gefunden wurde. Eine dem Finanzinvestor Rantum Capital aus Frankfurt nahestehende Gruppe von Investoren kaufte das Unternehmen und übernahm es zum 1. August 2013 im Wege der so genannten übertragenden Sanierung von Insolvenzverwalter Tobias Wahl. Reutax behielt seinen Sitz in Heidelberg. Über den Kaufpreis wurde nichts bekannt.
Mit dem neuen Gesellschafter war das Insolvenzverfahren gegen die Reutax AG abgeschlossen. Der Gründer Soheyl Ghaemian war ausnahmslos ausgeschieden. Neue Vorstände der Reutax AG wurden Marko Albrecht und Gerrit Ahlers. Albrecht bekleidete in der Vergangenheit Führungspositionen in Beratungs- und Softwarehäusern. Laut einem Bericht des Mannheimer Morgen wollten sie das Unternehmen neu aufstellen und den Bereich Kundenmanagement ausbauen. Zu diesem Zeitpunkt waren rund 70 Mitarbeiter bei Reutax beschäftigt.

### Strategische Allianz, Umfirmierung und Rechtsformwechsel in Questax GmbH

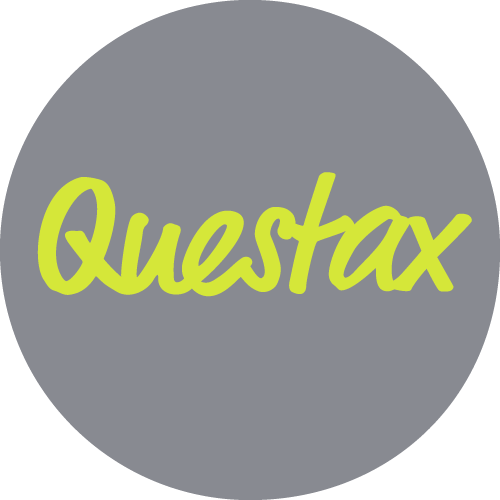
Logo der Questax GmbH seit 2014

Im Herbst 2014 entschieden sich die Unternehmensleitungen und Anteilseigner der damaligen QUEST Softwaredienstleistung GmbH und der Reutax AG, eine strategische Allianz unter der gemeinsamen Marke „Questax“ zu bilden.
Im Zuge der darauf folgenden Transaktion wurde die Reutax AG zunächst eine 100-Prozent-Tochter der QUEST Softwaredienstleistung GmbH. Diese wurde im Zuge einer Umbenennung und Umfirmierung im Januar 2015 zur Questax GmbH mit Sitz in Frankfurt und erhielt eine neue Geschäftsführung, die sich mit Marko Albrecht als Vorsitzendem der Geschäftsführung/CEO, Kirby Weber als Geschäftsführer/COO, Wilfried Pütz als Geschäftsführer und Andreas Nader als kaufmännischem Geschäftsführer/CFO aus Managern der Vorläuferunternehmen zusammensetzt.
Im März 2015 erfolgte dann auch die Umbenennung und Umfirmierung samt Rechtsformwechsel der Reutax AG in die Questax Heidelberg GmbH mit ihrer Geschäftsführung bestehend aus Marko Albrecht als Vorsitzendem der Geschäftsführung/CEO, Kirby Weber als Geschäftsführer/COO und Andreas Nader als kaufmännischem Geschäftsführer/CFO. Das aktuelle Standortnetz von Questax besteht aus Frankfurt am Main, Heidelberg, Düsseldorf und Steinhausen (Schweiz). Derzeit ist der Vorstandsvorsitzende der Questax-Muttergesellschaft Questax Holding AG Ulrich Wantia alleiniger Geschäftsführer und leitet die Questax-Gesellschaften zusammen mit den Mitgliedern der erweiterten Geschäftsleitung.